# Karaahmetler, Çaycuma
Karaahmetler là một xã thuộc huyện Çaycuma, tỉnh Zonguldak, Thổ Nhĩ Kỳ. Dân số thời điểm năm 2011 là 506 người.